# Långfärdsbuss

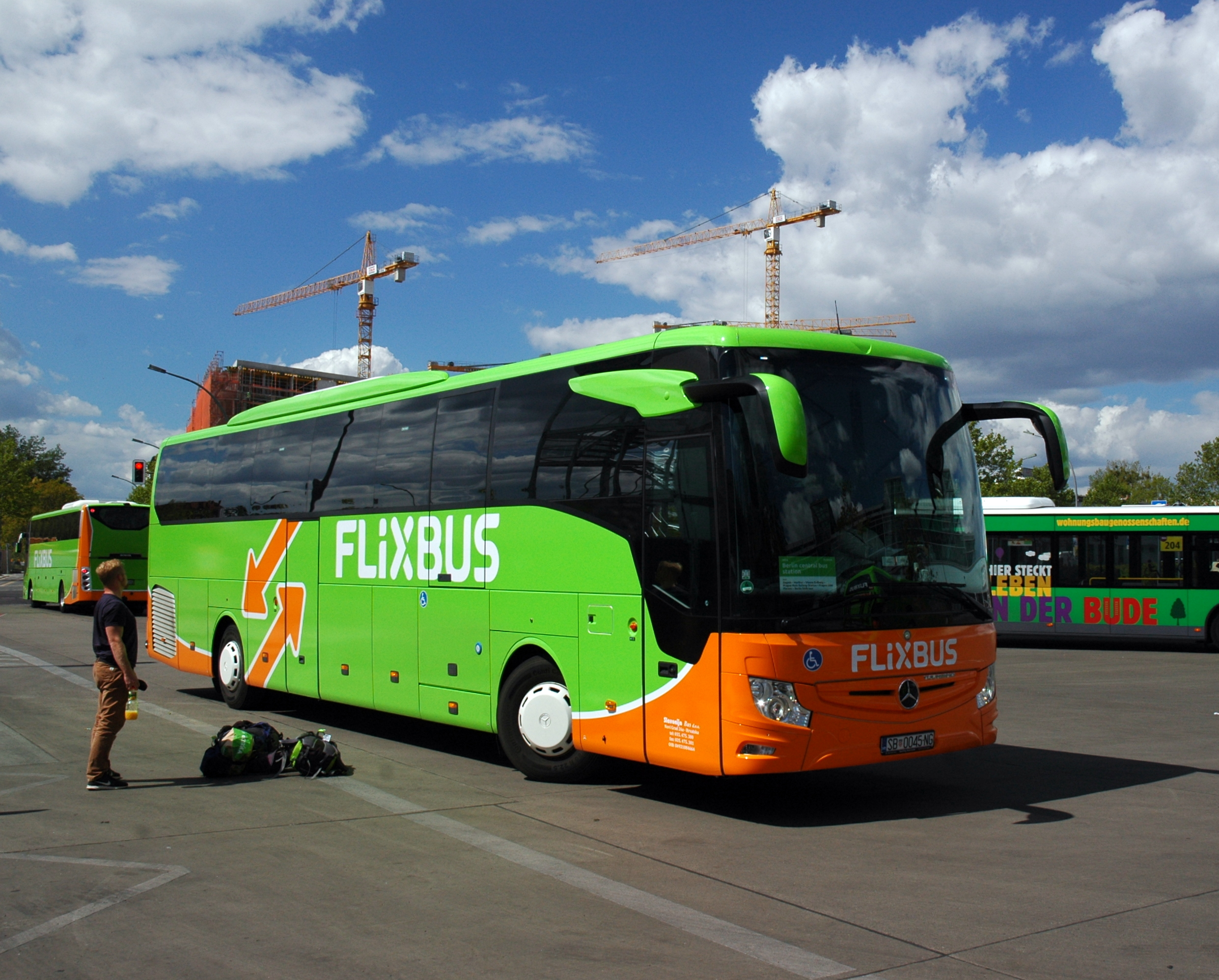
Metcedes-Benz Tourismo långfärdsbuss från Flixbus.

Långfärdsbussar är bussar som är byggd för långa färder. De liknar ofta turistbussen i bekvämlighet, men går i reguljär linjetrafik, ofta kallad expressbuss eller direktbuss, som alternativ eller komplement till järnväg och länsbussar. Eftersom långfärdsbussar har begränsat behov av bagageutrymme, kan de ha ett medelhögt golv. Vissa bussar på populära sträckor är av typen dubbeldäckare med ett antal passagerare mellan axlarna. Då kan man inte ha bagage under golvet, vilket begränsar bagageutrymmet. 
I Sverige måste långfärdsbussar tillverkade efter 1 januari 2004 ha säkerhetsbälten vid alla säten, och samtliga passagerare är också skyldiga att använda dem.